# Sierra Vista Southeast
Sierra Vista Southeast ist ein Census-designated place im US-Bundesstaat Arizona im Cochise County. Das U.S. Census Bureau hat bei der Volkszählung 2020 eine Einwohnerzahl von 14.428 ermittelt. Das Gebiet hat eine Fläche von 290,8 km².  